# Gothèye
Gothèye (auch: Gothey, Gothéye) ist eine Landgemeinde und der Hauptort des gleichnamigen Departements Gothèye in Niger.

## Geographie

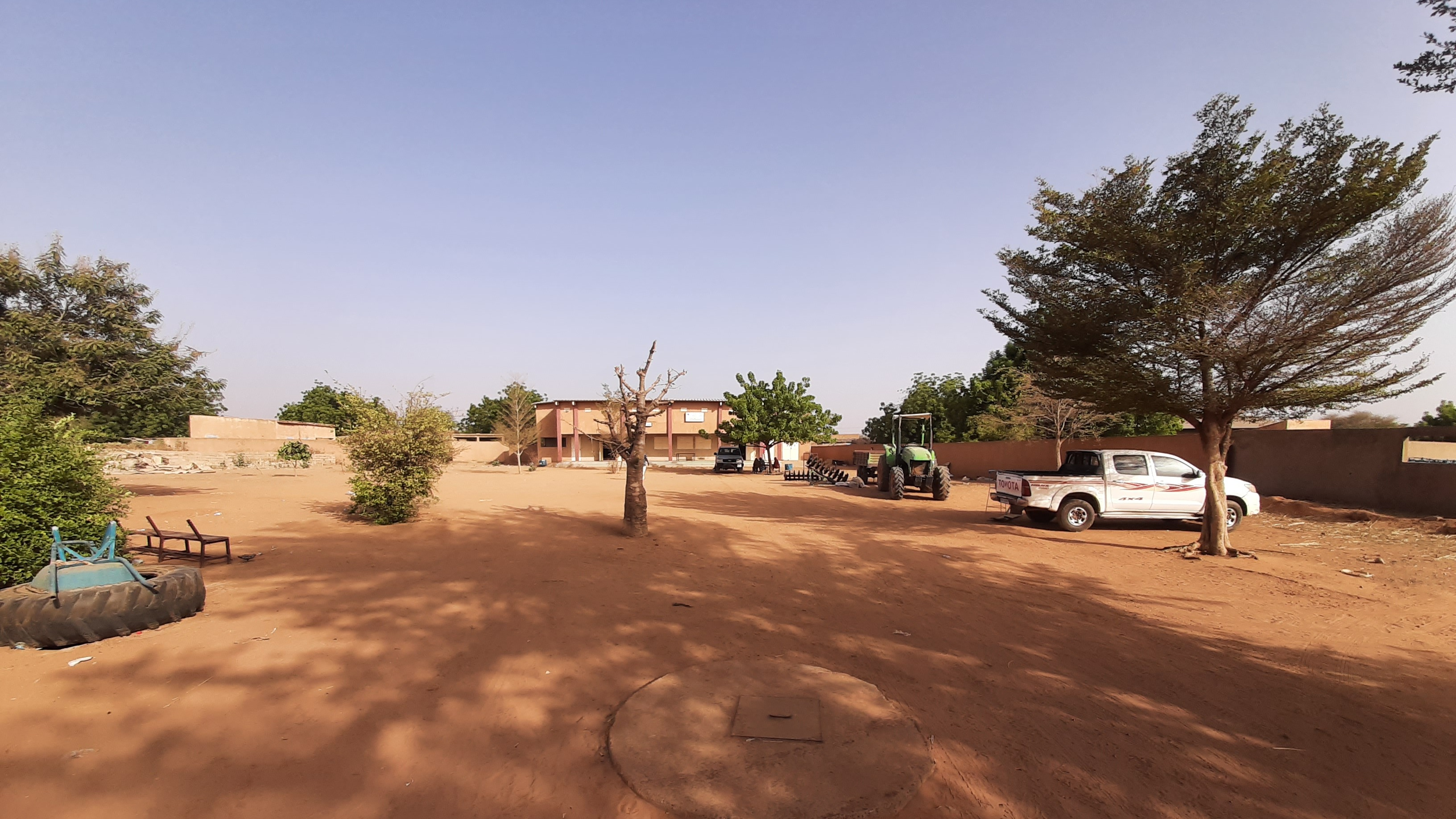
Gemeindehauptort Gothèye (2023)

Gothèye liegt südlich der Regionalhauptstadt Tillabéri am Fluss Niger. Die Nachbargemeinden sind Tillabéri und Sinder im Norden, Kourteye im Osten, Namaro im Süden und Dargol im Westen.
Im Gemeindegebiet gibt es 52 Dörfer, 96 Weiler und drei Lager. Der Hauptort der Landgemeinde ist das Dorf Gothèye. Das nach Einwohnern nächstgrößere Dorf ist Koulikoira.
Das nördliche Hälfte der Gemeinde wird zum Sahel gerechnet, während die südliche Hälfte Teil der Übergangszone zwischen Sahel und Sudan ist. In der Gemeinde münden die Flüsse Dargol und Sirba in den Niger.

## Geschichte
Die Dörfer Saya und Zarakoira im Gemeindegebiet von Gothèye gehörten zu den Orten im heutigen Niger, an denen sich nach dem Untergang des Songhaireichs 1591 Songhai-Flüchtlinge unter einem Nachkommen der ehemaligen Herrscherdynastie Askiya niederließen. Das Dorf Gothèye ist ebenfalls ein Songhai-Gründung aus jener Zeit. Der Ortsname leitet sich von newo goté ab, was sich als „idealer Ort“ übersetzen lässt. Die Ortsgründer waren zwei Brüder und deren Schwester, auf die die drei ursprünglichen Ortsteile zurückgehen. Der erste Ortsvorsteher von Gothèye hieß Faran Boukari und war der ältere der beiden Brüder.
Um 1844 wurde Gothèye von Silanké angegriffen, einer Untergruppe der Fulbe, die aus Dori in Liptako kamen. Unterstützung erhielten sie dabei von einem starken Zarma-Kontingent. Ein Bündnis aus Songhai und Tuareg besiegte die Angreifer. Die Tuareg unter ihrem Anführer Sinafal vertrieben die Silanké bis vor die Mauern von Say. Der deutsche Afrikaforscher Heinrich Barth besuchte 1854 mehrere Dörfer in Gothèye, für das er die Schreibweise „Gōte“ verwendete. Barth beschrieb unter anderem das von Kornfeldern umgebene Fulbe-Dorf Kassani („Ka-ssánni“), die Dörfer Bossia („Bō-sse“) und Hondobon („Hendōbo“). Im Jahr 1899 gelangte das Gebiet von Gothèye als Teil des neu geschaffenen Kreises Sinder (cercle de Sinder) unter französische Militärverwaltung.
Im Jahr 1964 gliederte eine Verwaltungsreform Niger in sieben Departements, die Vorgänger der späteren Regionen, und 32 Arrondissements, die Vorgänger der späteren Departements. Gothèye wurde dem neu geschaffenen Arrondissement Téra zugeschlagen, erhielt jedoch – wie Bankilaré – den Status eines Verwaltungspostens (poste administratif) im Gebiet des Arrondissements. Verwaltungsposten waren besondere Gebietseinheiten eine Ebene unterhalb von Arrondissements, die als eine Art Vorstufe zu einer späteren Umwandlung in ein eigenes Arrondissement galten. Die Patriotische Front der Befreiung der Sahara tötete 1994 im Dorf Tchawa bei einem Anschlag auf die Streitkräfte Nigers 40 Menschen. Ungewöhnlich starke Regenfälle führten im August und September 1988 zu Überschwemmungen in weiten Teilen des Landes. Beim Hauptort Gothèye wurden ebenso wie bei den Dörfern Kakassi und Koulbaga Brücken, Wasserdurchlässe und Teile von Straßen weggeschwemmt. Dadurch wurden Hilfslieferungen mit Lebensmitteln gegen die Auswirkungen der Dürre in diesem Jahr zeitweise unterbrochen.
Das Arrondissement Téra wurde 1998 wie alle bisherigen Arrondissements Nigers in Departements umgewandelt. Das Dorf Larba Birno war von der Flutkatastrophe in West- und Zentralafrika 2010 betroffen. Dort wurden 294 Einwohner als Katastrophenopfer eingestuft. Der Verwaltungsposten von Gothèye wurde 2011 aus dem Departement Téra herausgelöst und zum Departement Gothèye erhoben.

## Bevölkerung
Bei der Volkszählung 2012 hatte die Landgemeinde 93.264 Einwohner, die in 11.728 Haushalten lebten. Bei der Volkszählung 2001 betrug die Einwohnerzahl 64.656 in 7915 Haushalten.
Im Hauptort lebten bei der Volkszählung 2012 7512 Einwohner in 1171 Haushalten, bei der Volkszählung 2001 4802 in 588 Haushalten und bei der Volkszählung 1988 2880 in 464 Haushalten.
In ethnischer Hinsicht ist die Gemeinde ein Siedlungsgebiet von Songhai, Fulbe, Kurtey, Tuareg und Wogo. In Gothèye wird der Zarma-Dialekt Kaado gesprochen.

## Politik

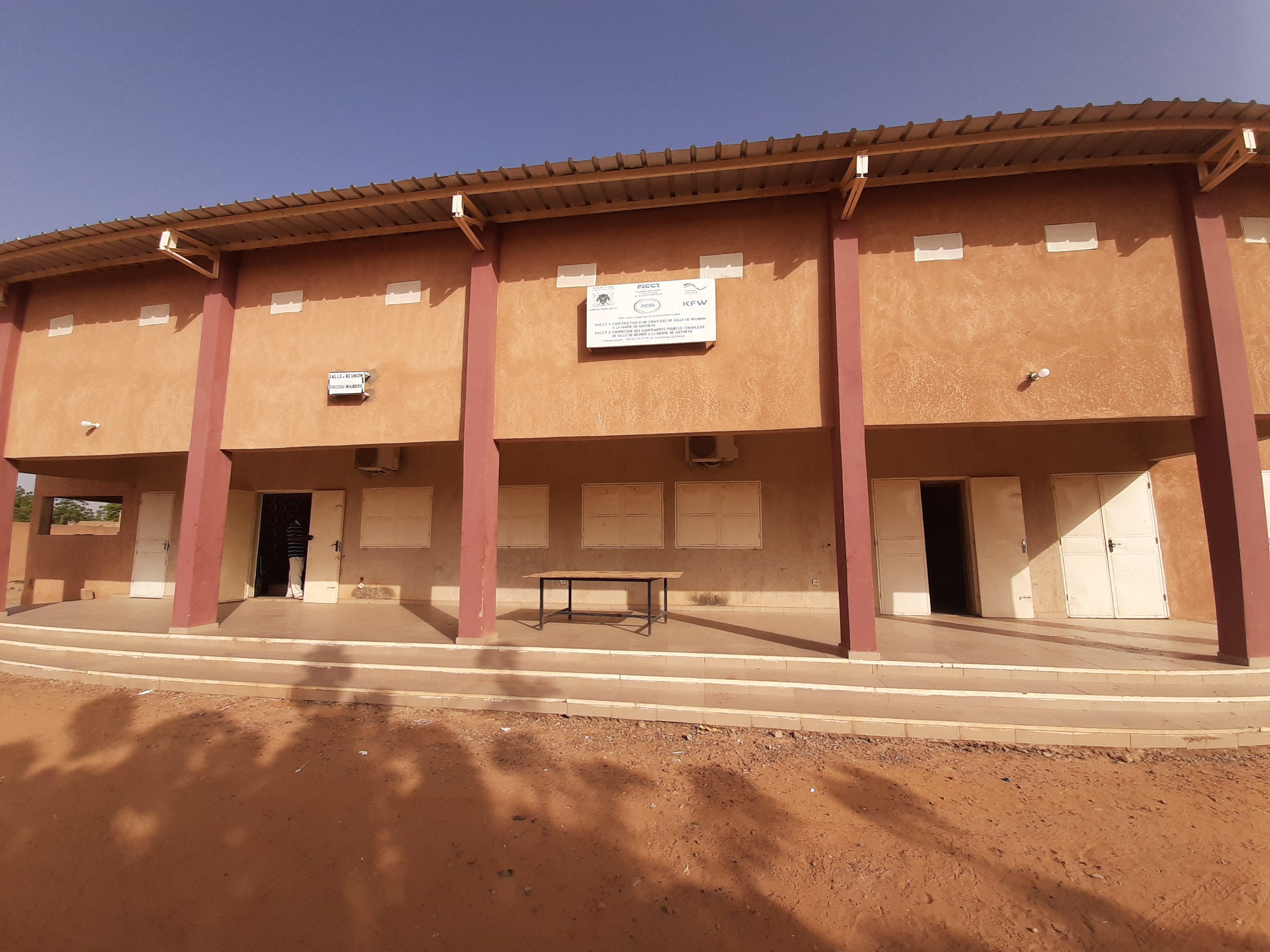
Rathaus von Gothèye (2023)

Der Gemeinderat (conseil municipal) hat 23 gewählte Mitglieder. Mit den Kommunalwahlen 2020 sind die Sitze im Gemeinderat wie folgt verteilt: 8 MODEN-FA Lumana Africa, 6 MNSD-Nassara, 5 PNDS-Tarayya, 2 MPR-Jamhuriya und 2 PJP-Génération Doubara.
Jeweils ein traditioneller Ortsvorsteher (chef traditionnel) steht an der Spitze von 35 Dörfern in der Gemeinde.

## Kultur und Sehenswürdigkeiten
In der Mitte des Hauptorts, nahe dem Markt und gegenüber dem Wohnsitz des Ortsvorstehers, steht eine Moschee unbekannten Baujahrs. Sie zeigte im Jahr 1986 Erosionsschäden, die durch bodennahes Spritzwasser verursacht wurden. Die Gesamtanlage hat eine Fläche von 255 Quadratmetern. Das Betraumgebäude ist als Längsanlage hergestellt. Die Moschee hat keinen Hof. Einen Mihrāb-Vorbau gibt es hier ausnahmsweise nicht. Die Außenmauern sind ungegliedert mit Ausnahme der Westfassade. In dieser befindet sich das zentrale Portal mit zweiflügeliger Holztür, eingerahmt von profilierten Halbpfeilern. Ein Seitenzugang mit Wellblechtür befindet sich an der Südmauer. Zwölf steile Stufen führen auf das dort gelegene Adhān-Podest.
Die Dörfer Koulikoira und Saya sind Zentren der Djesseré. Dabei handelt es sich um eine besondere Art von Erzählern, die historische Überlieferungen in langen Vorträgen weitergeben.

## Wirtschaft und Infrastruktur
Entlang des Flusses wird Nassreisanbau betrieben. Das übrige Gemeindegebiet liegt in einer Zone, in der Regenfeldbau vorherrscht. Neben dem Ackerbau werden Viehzucht, Fischerei, Handel und Goldabbau betrieben. Im zu Gothèye gehörenden Dorf Kakassi werden Korb- und Töpferwaren sowie traditionelle Seife hergestellt.
Im Gemeindegebiet werden mehrere Wochenmärkte abgehalten. Der große Montagsmarkt im Hauptort zieht auch Händler aus der Hauptstadt Niamey an. Hier werden Töpferwaren, Mörser und Stößel, Matten aus Palmblättern und Getreideschwingen sowie Zwiebeln, rote Paprika und Erdnüsse verkauft. Der Viehmarkt im Hauptort ist über die Grenzen Nigers hinaus von Bedeutung. Auch am Markt in der Siedlung Boulkagou wird mit Vieh gehandelt. Der Mittwochsmarkt im Dorf Koulikoira ist auf Matten spezialisiert, die für tatara genannte Einzäunungen verwendet werden. Außerdem gibt es am Fluss angebautes Gemüse wie Zwiebeln und Kartoffeln zu erwerben. Der Mittwochsmarkt im Dorf Garbey Kourou hat eine mittlere Größe. Er ist hauptsächlich ein Lebensmittelmarkt. Am kleinen Samstagsmarkt im Dorf Larba Birno werden Gewürze, Kartoffeln und Zwiebeln gehandelt. Das staatliche Versorgungszentrum für landwirtschaftliche Betriebsmittel und Materialien (CAIMA) unterhält eine Verkaufsstelle im Hauptort.
Im Zentrum gibt es ein staatliches Distriktkrankenhaus. Gesundheitszentren des Typs Centre de Santé Intégré (CSI) sind im Hauptort sowie in den Siedlungen Béllé Koira, Kossoramé, Koulikoira, Larba Birno und Touré vorhanden. Das Gesundheitszentrum im Hauptort verfügt über ein eigenes Labor und eine Entbindungsstation.
Der CES Gothèye ist eine allgemein bildende Schulen der Sekundarstufe des Typs Collège d’Enseignement Collège Secondaire (CES). Allgemein bildende Schulen der Sekundarstufe des Typs Collège d’Enseignement Général (CEG) gibt es in den Dörfern Boulkagou, Koulikoira und Larba Birno. Beim Collège d’Enseignement Technique de Gothèye (CET Gothèye) handelt es sich um eine technische Fachschule und beim Centre de Formation aux Métiers de Gothèye (CFM Gothèye) um ein Berufsausbildungszentrum.
Durch die Gemeinde, unter anderem durch den Hauptort, verläuft die 214,1 Kilometer lange Nationalstraße 4 zwischen der Hauptstadt Niamey und der Staatsgrenze zu Burkina Faso. Von der Nationalstraße 4 zweigen die 143,9 Kilometer lange Nationalstraße 39 nach Fonéko Tédjo und die 72,52 Kilometer lange Route 685 zur Samira-Goldmine ab. Die 2020 eröffnete Djibo-Bakary-Brücke über den Niger verbindet die Gemeinde Gothèye mit der Gemeinde Kourteye am anderen Flussufer. Die Niederschlagsmessstation im Hauptort liegt auf 220 m Höhe und wurde 1954 in Betrieb genommen.

## Partnergemeinde
- Vernet-les Bains in Frankreich[33]

## Persönlichkeiten
- Ali Seyni (1938–2004), Politiker, geboren im Dorf Kassani